# Oxypoda saxatilis
Oxypoda saxatilis är en skalbaggsart som beskrevs av Thomas Casey 1893. Oxypoda saxatilis ingår i släktet Oxypoda och familjen kortvingar. Inga underarter finns listade i Catalogue of Life.